# Fournes-en-Weppes
Fournes-en-Weppes ist eine französische Gemeinde mit 2.167 Einwohnern (Stand: 1. Januar 2022) im Département Nord in der Region Hauts-de-France. Sie gehört zum Arrondissement Lille und zum Kanton Annœullin. Die Einwohner werden Fournois genannt.

## Geographie
Die Gemeinde Fournes-en-Weppes liegt etwa 13 Kilometer westsüdwestlich von Lille. Umgeben wird Fournes-en-Weppes von den Nachbargemeinden Le Maisnil im Norden, Beaucamps-Ligny im Nordosten, Wavrin im Osten und Südosten, Sainghin-en-Weppes im Süden, Herlies im Südwesten und Westen sowie Fromelles im Nordwesten.
Durch die Gemeinde führt die Route nationale 41.

## Bevölkerungsentwicklung
| Jahr                       | 1962 | 1968 | 1975 | 1982 | 1990 | 1999 | 2010 | 2020 |
| Einwohner                  | 1409 | 1455 | 1394 | 1740 | 1925 | 2009 | 2008 | 2220 |
| Quellen: Cassini und INSEE |      |      |      |      |      |      |      |      |

## Sehenswürdigkeiten
- Kirche Notre-Dame de la Nativite (Mariä Geburt)
- Christ-Kapelle
- Schloss
- Wasserturm
- deutscher Soldatenfriedhof

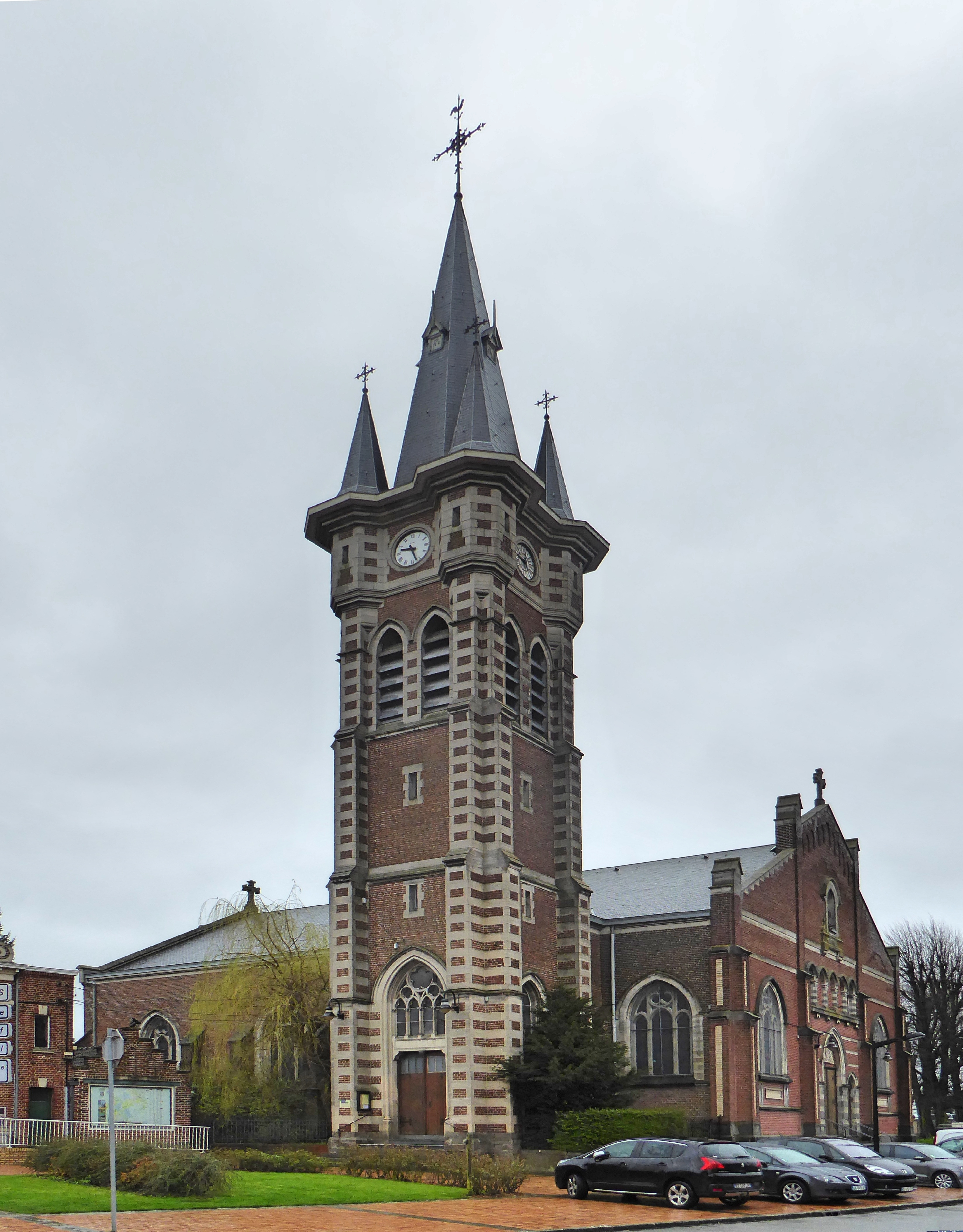
Kirche Mariä Geburt
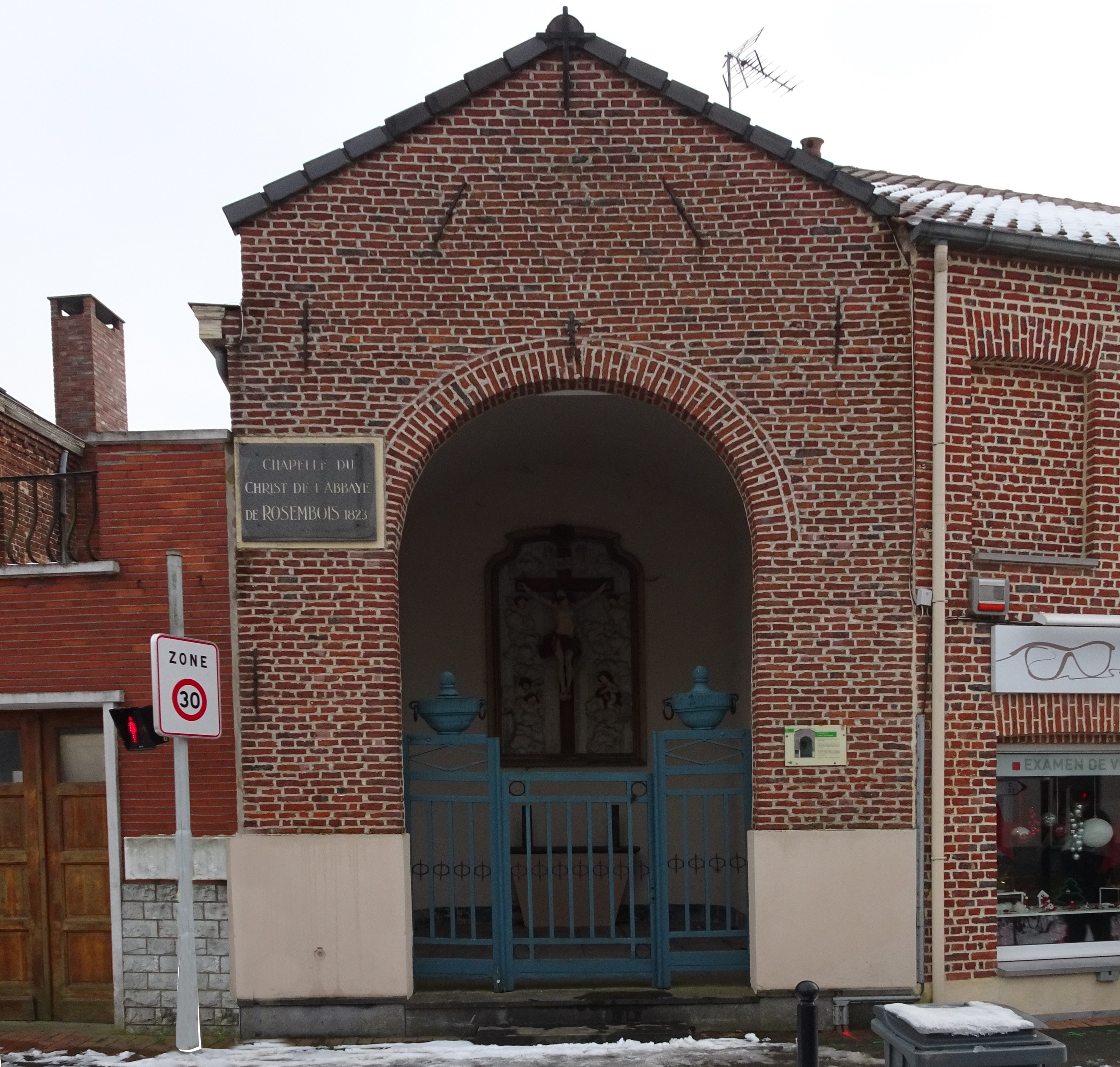
Christ-Kapelle
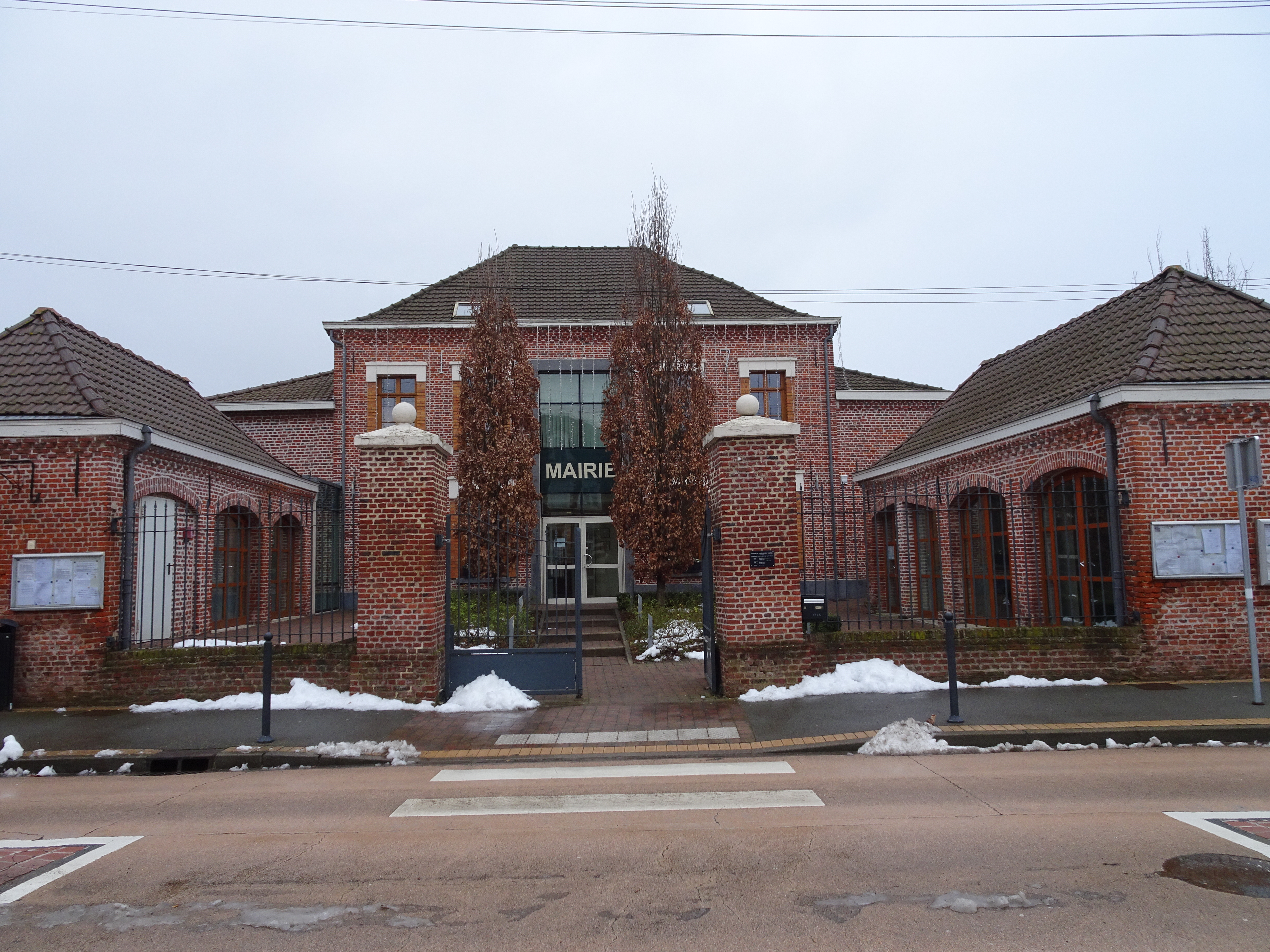
Rathaus (mairie)
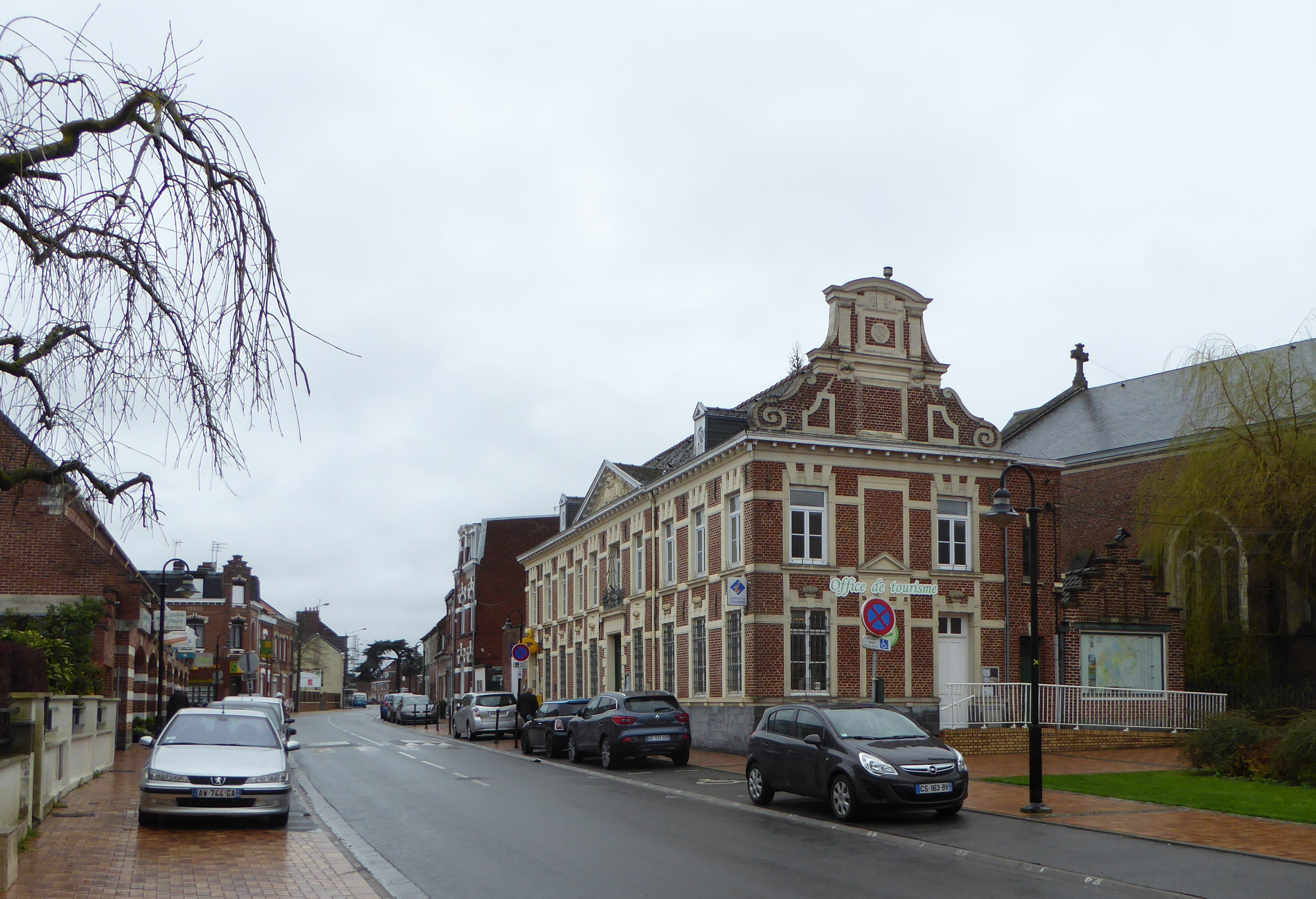
Tourismusbüro
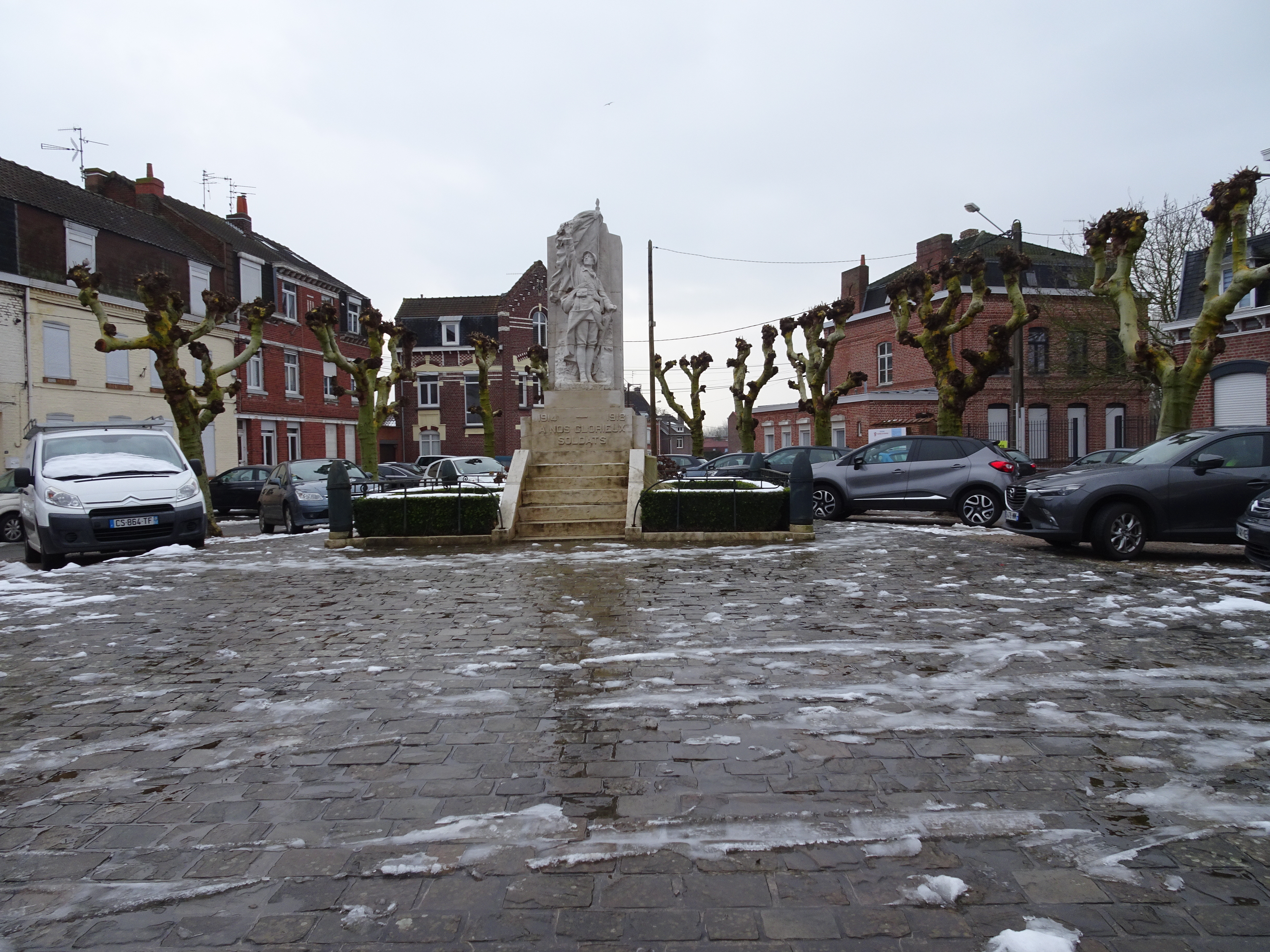
Gefallenendenkmal
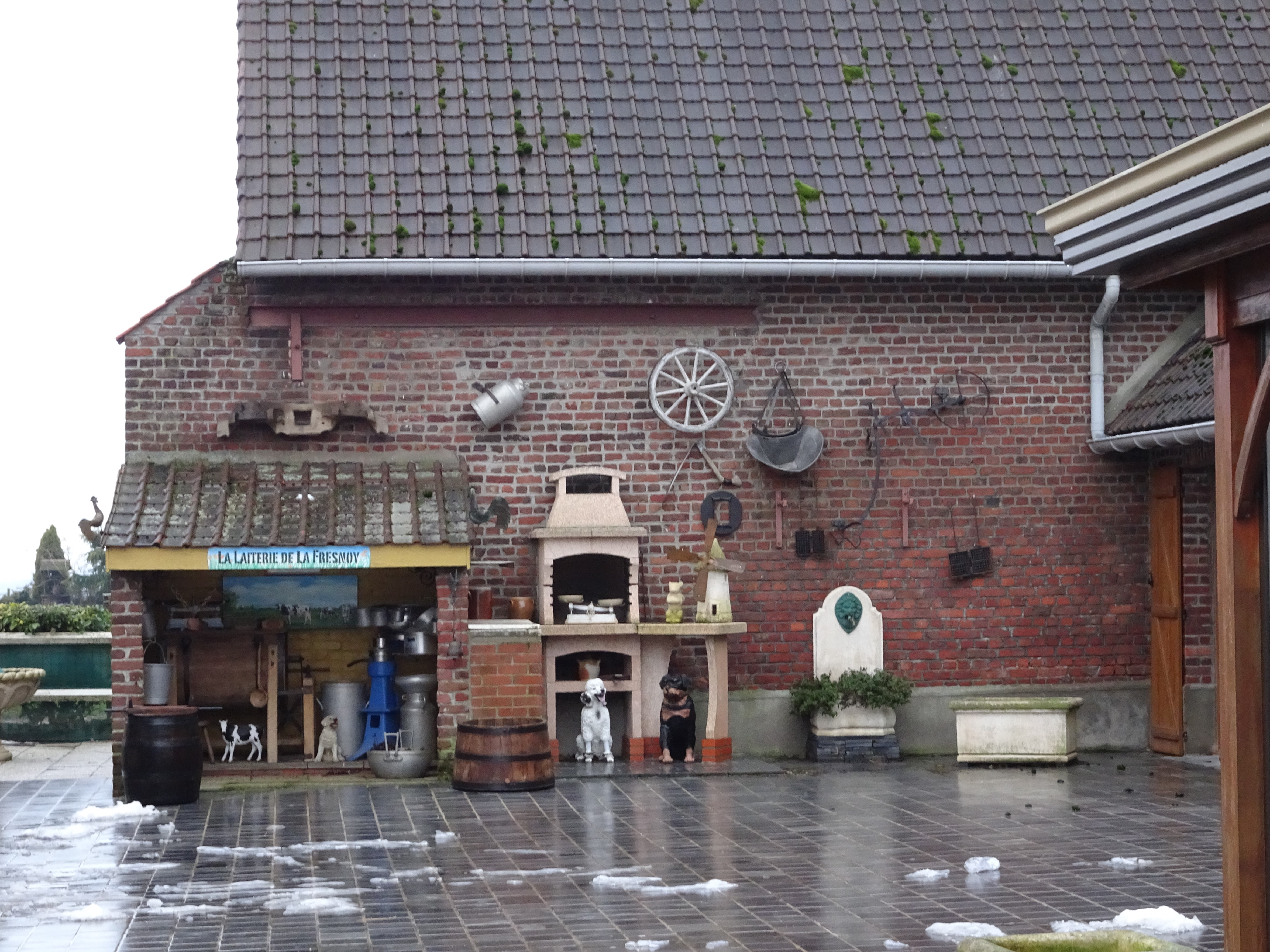
Ortsteil Le Fresnoy

## Persönlichkeiten
- François Marie Raoult (1830–1901), Physiker und Chemiker